# نواياث
نواياث هو مجتمع هندي مسلم يتركز معظمه في ولاية كارناتاكا، وفي جنوب ماهاراشترا وكذلك في بعض أجزاء تاميل نادو. كما يعيش بعضهم في ولاية ماديا براديش وهناك العديدمنهم هاجر إلى باكستان بعد الاستقلال في عام 1947 واستقر أغلبهم في كراتشي.
وترجع أصولهم إلى التجار عرب والفرس الذين وصلوا إلى الساحل الغربي لجنوب الهند خلال عصرالقرون الوسطى.
وهم معروفون على أنهم من أصول زرادشتية الذين هاجرو من إيران، في حين أن آخرون يقولون أنهم من أصول تجار جاءوا
من مملكة حضرموت. وهم سنيون شوافع.